# Zehdenick-Spandauer Havelniederung
Die Zehdenick-Spandauer Havelniederung ist ein Naturraum im Norden des Landes Brandenburg und in Berlin. Sie bildet nach dem Handbuch der naturräumlichen Gliederung Deutschlands eine Haupteinheit des Luchlandes mit einer Fläche von 592 km² und einer Höhe von etwa 40 Meter. Das Bundesamt für Naturschutz grenzt die Zehdenick-Spandauer Havelniederung enger ab (353 km²), vornehmlich durch die Nichtberücksichtigung von Flächen in der Agglomeration Berlin.

## Lage
Die Zehdenick-Spandauer Havelniederung erstreckt sich als Flussniederung von Zehdenick im Norden nach Berlin-Spandau im Süden entlang des oberen Laufs der Havel in einer Breite von bis zu 20 Kilometer. Im Westen erstreckt sie sich im Bereich des Ruppiner Kanals bis kurz vor Kremmen. Die Zehdenick-Spandauer Havelniederung wird vornehmlich durch Sander- und Grundmoränenplatten begrenzt, die etwa 20 m höher gelegen sind. Sie grenzt im Norden an die Rüthnicker Heide, die Granseer Platte und das Neustrelitzer Kleinseenland, im Osten an die Schorfheide, die Britzer Platte, das Eberswalder Tal, den Westbarnim und die Berlin-Fürstenwalder Spreetalniederung, im Süden an das Brandenburg-Potsdamer Havelgebiet und die Nauener Platte sowie im Westen an das Havelländische Luch, den Glien und das Rhinluch. Der Teil zwischen Glien und Barnim heißt Haveldurchbruchstal.

## Form und Oberfläche
Ihre heutige Form erhielt die Zehdenick-Spandauer Havelniederung durch Schmelzwässer der letzten Vereisung, teilweise geht sie jedoch auf eine ältere Hohlform zurück. Die Schmelzwässer zerstörten die Eisrandlage des Frankfurter Stadiums, welche in diesem Bereich zwischen Neuendorf und Wandlitz verlief. Das landschaftlich kaum unterscheidbare Eberswalder Urstromtal quert die Zehdenick-Spandauer Havelniederung nördlich von Oranienburg zwischen Nassenheide und Döringsbrück und wird ihr dort naturräumlich zugerechnet. Dadurch entstehen fließende Übergänge zum Rhinluch im Westen und zum Eberswalder Tal im Osten.
Die Oberfläche der Zehdenick-Spandauer Havelniederung wird überwiegend von Talsanden oder holozänen Flusssanden eingenommen. Die Talsande sind im Norden und Westen von dünnen Flugsanddecken überlagert oder tragen – insbesondere im Osten und Süden – größere Dünenkomplexe. Um Zehdenick finden sich ausgedehnte Bändertonvorkommen unter den Talsanden, die für die dortige Ziegeleiindustrie abgebaut wurden (siehe auch Ziegeleipark Mildenberg). Unmittelbar entlang der Havel und ihren Nebenbächen erstrecken sich einige hundert Meter breite Talauen mit Flachmoorböden und sandigen Moorerden. Mittelalterliche Mühlenstaue haben in diesem Bereich die Vermoorung begünstigt. Darüber hinaus finden sich am Westrand der Zehdenick-Spandauer Havelniederung ebenfalls Flachmoorböden und sandige Moorerden.

## Flora und Fauna
Die natürliche Vegetation der Zehdenick-Spandauer Havelniederung bestand im Allgemeinen vorwiegend aus grundwassernahen Stieleichen-Hainbuchenwäldern. Im Bereich des Eberswalder Urstromtals kamen auch kiefernreiche Stieleichen-Birkenwälder und Buchen-Stileichenwälder vor. Vermoorte Rinnen waren von Erlenwäldern bestanden. Bis auf kleine Reste ist von der natürlichen Vegetation nichts mehr erhalten. So gibt es einige naturnahe Bruch- und Laubwälder wie den Liebenberger Bruch, das Teufelsbruch und die Heimsche Heide. Im Übrigen wird die Zehdenick-Spandauer Havelniederung von Kiefernforsten, Grün- und Ackerland eingenommen. Der landwirtschaftliche Ertrag des Ackerlandes wird jedoch durch Niederungsfröste und starke Verwehungen der feinen Sande gemindert. Gegen letzteres wurden teilweise Windschutzhecken angelegt.
Im nördlichen Teil des Naturraums bildet die Havel als Schnelle Havel ein naturnahes Fließgewässer. Dieser Bereich bildet einen Lebensraum unter anderem für den Schwarzstorch, den Kranich, den Weißstorch und den Wachtelkönig. Weite Teile der Zehdenick-Spandauer Havelniederung gehören zum Europäischen Vogelschutzgebiet Obere Havelniederung.